# 苏斯河 (摩洛哥)
苏斯河（柏柏尔语：Asif en Sus；阿拉伯语：‎）是摩洛哥中南部的河流，总长180公里，其冲积平原称为苏斯地区。发源自高阿特拉斯山脉，流经奥卢兹、塔鲁丹特、乌拉德泰马、伊奈茲甘、阿伊特邁盧勒，在阿加迪尔附近出海。苏斯河流域土地肥沃，南端以小阿特拉斯山脉和撒哈拉沙漠相隔开，是摩洛哥农业较为发达的地区。